# Witte jurk van Marilyn Monroe

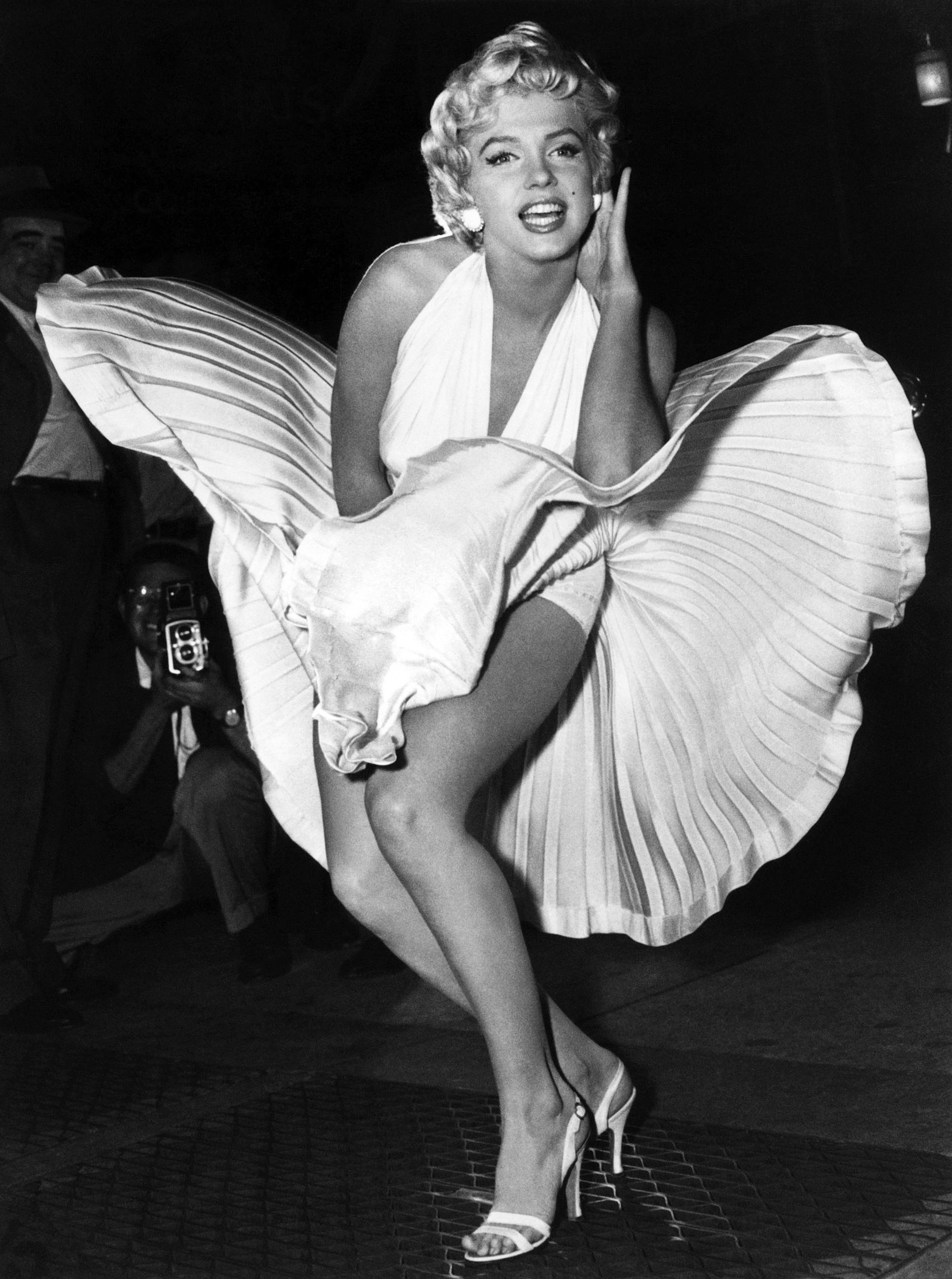
Marilyn Monroe fotoshoot tijdens de opnames van The Seven Year Itch

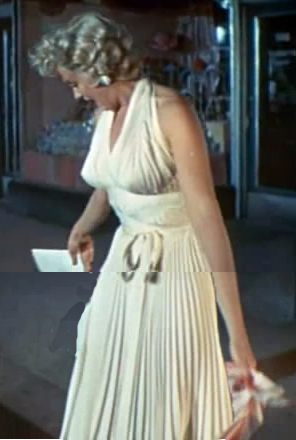
Monroe in The Seven Year Itch

De Amerikaanse actrice Marilyn Monroe droeg een witte jurk in de film The Seven Year Itch (1955). De jurk werd ontworpen door William Travilla. Monroe droeg de jurk onder andere in de scène waarin ze boven een ventilatierooster van de metro staat. De opwaaiende jurk is een van de meest iconische beelden uit de Westerse filmgeschiedenis.
Na Monroes overlijden werd de jurk snel opgenomen als symbool. In afbeeldingen en imitaties wordt Monroe heel vaak voorgesteld met haar jurk. In de meeste afbeeldingen houdt ze haar opwaaiende jurk met beide armen tegen, een beeld dat niet in de film wordt getoond. Het beeld van een lachende Marilyn met ontblote benen boven het ventilatierooster is gebaseerd op de vele foto's die tijdens de eerste take in Manhattan werden genomen. Door het overweldigende aantal fans en fotografen werd de scène een tweede keer gefilmd op een filmset.
De scène met de opwaaiende jurk is heel vergelijkbaar met What Happened on Twenty-third Street, New York City, een kortfilm van George S. Fleming en Edwin S. Porter uit 1901.
De jurk bracht bij een veiling in juni 2011 een bedrag van 5,6 miljoen dollar (3,9 miljoen euro) op.